# Richard McCreery
Richard McCreery (Market Harborough, 1º febbraio 1898 – Templecombe, 18 ottobre 1967) è stato un generale britannico.

## Biografia

### I primi anni
Richard (Dick) Loudon McCreery nacque il 1º febbraio 1898, figlio primogenito di Walter A. McCreery di Bilton Park, Rugby. Sua madre era Emilia McAdam, una discendente diretta dell'ingegnere scozzese John Loudon McAdam, conosciuto dai suoi contemporanei col soprannome di "Colosso di Rodi" per la sua invenzione.
Dick McCreery venne educato al College di Eton ed al Royal Military College di Sandhurst.

### Servizio nella prima guerra mondiale
Allo scoppio della prima guerra mondiale, come molti giovani idealisti del suo tempo, dichiarò più anni di quanti avesse pur di essere ammesso nell'esercito.
McCreery entrò nel 12º reggimento dei Lanceri Reali (vedi 9°/12° Royal Lancers nel 1915 e prestò servizio in Francia dal 1915 al 1917 e dall'agosto al novembre del 1918. Venne ferito in servizio attivo e ricevette la Military Cross nel 1918.

### Gli anni del dopoguerra
McCreery rimase in servizio nell'esercito anche dopo la fine del primo conflitto mondiale e venne nominato aiutante del suo reggimento nel dicembre del 1921; all'epoca di questa nomina era il più giovane nell'esercito britannico a ricoprire questa carica.
Dal 1935 al 1938 fu ufficiale in comando al 12º reggimento dei Lanceri Reali.
Furono questi gli anni in cui McCreery si dedicò alle attività sportive, eccellendo in particolare nell'attività equestre, malgrado avesse subito delle ferite alla gamba destra durante la prima guerra mondiale.
Nel 1928 sposò Lettice St. Maur, figlia del maggiore Lord Percy St. Maur (fratello minore del XV Duca di Somerset) e di Violet White.
Nel 1921 uno dei suoi fratelli minori, Bob, venne ucciso in Irlanda dalle forze repubblicane.

### La seconda guerra mondiale

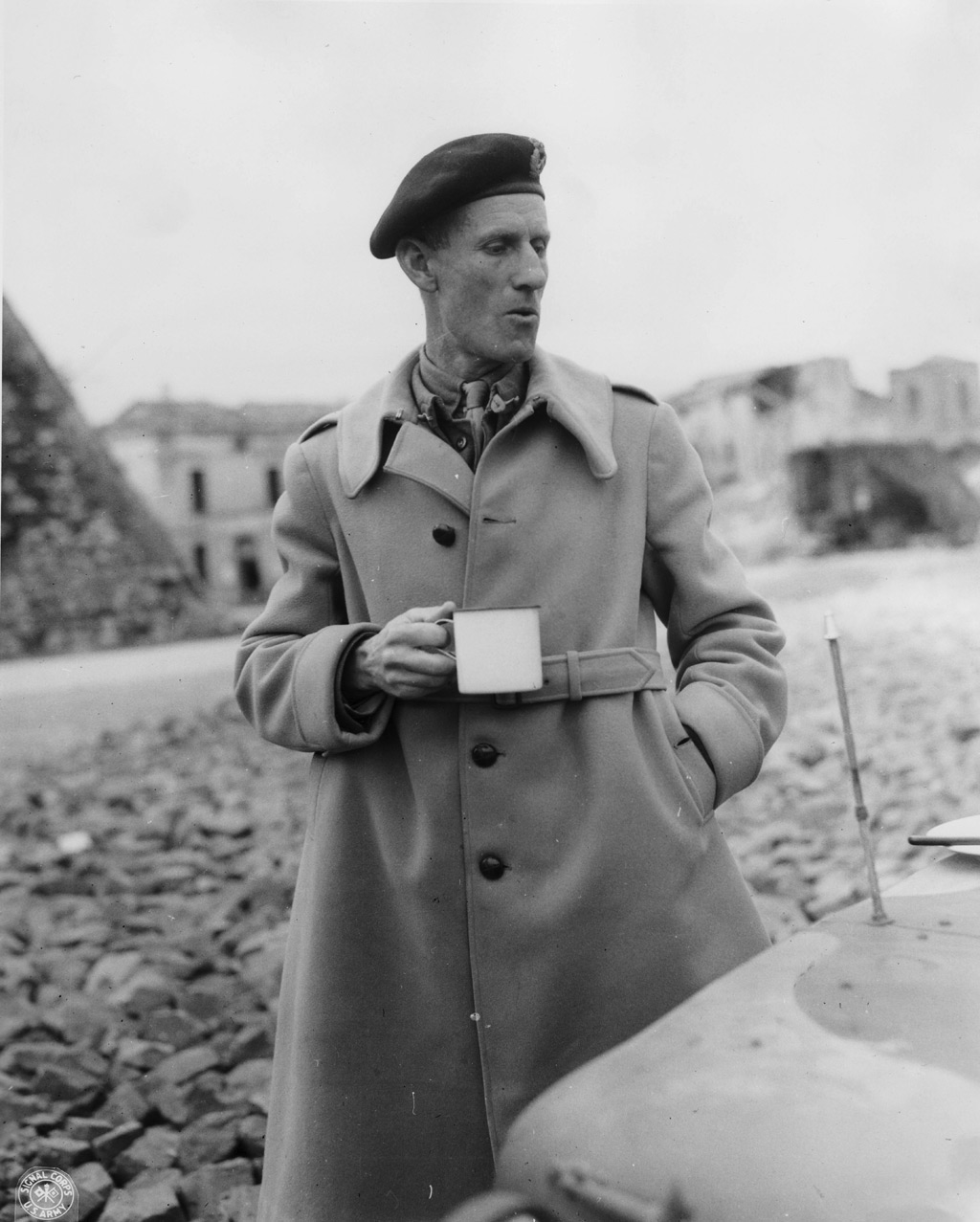
Il generale McCreery a Salerno

Nel 1939/'40 McCreery venne coinvolto nella campagna di Francia, alla fine della quale ottenne il comando della 2ª Brigata corazzata, che gli consentì di combattere al fianco del generale Charles de Gaulle. McCreery fu impressionato della direzione di de Gaulle nel contrattacco che sferrò ai tedeschi presso Abbeville e rimase un fervido ammiratore del generale francese anche al termine del conflitto.
McCreery era un esperto nell'uso dei veicoli armati leggeri (equivalenti alla cavalleria meccanizzata parte del suo reggimento). Venne pertanto impiegato in Medioriente dal marzo all'agosto del 1942, dove divenne consigliere del generale Sir Claude Auchinleck. Qui iniziò a collaborare col generale Harold Alexander, primo Capo dello Staff Generale del Middle East Command a Il Cairo e poi Capo Generale dello Staff del XVIII Gruppo d'armate in Tunisia (1942–43). Prese parte in questo periodo alla seconda battaglia di El Alamein, nella quale i veicoli armati leggeri ebbero una parte preponderante.
A seguito della resa dell'Asse in Tunisia, McCreery ottenne nel luglio del 1943 il comando del corpo d'armata e prese parte alla Campagna d'Italia. Svolse un ruolo chiave col suo corpo d'armata nel corso dello sbarco a Salerno e poi nei combattimenti presso il fiume Garigliano alla fine del 1943, per poi essere coinvolto nella battaglia di Montecassino e poi nella presa di Roma del 4 giugno 1944. Nel settembre del 1943 McCreery riuscì con il suo intervento a scongiurare la crisi dell'ammutinamento di Salerno.
McCreery ottenne il cavalierato sul campo, presso Palazzo del Pero (vicino ad Arezzo), nel luglio del 1944, conferito da re Giorgio VI in persona? che era atterrato poco prima presso l'aeroporto militare di Perugia. Ottenne quindi il comando dell'8ª armata, sostituendo il generale Sir Oliver Leese il 31 dicembre 1944.
Nella primavera del 1945 condusse un'offensiva che culminò in 23 giorni di battaglia che portarono alla resa di quasi un milione di soldati tedeschi. 
McCreery fu l'ultimo comandante dell'8ª armata; nel 1945 venne ricostituita come British Troops in Austria e fu anche l'unico comandante di cavalleria a reggere questo incarico.

### Gli anni dopo la guerra
Nell'immediato dopoguerra, McCreery divenne ufficiale in capo delle forze di occupazione dell'Austria e rappresentante britannico nella Commissione Alleata per l'Austria, nonché responsabile della parte del paese occupata dalle truppe britanniche. Durante questo periodo il suo ufficio era di sede a Vienna, in una delle sale del castello di Schönbrunn, conosciuta come Napoleonzimmer per commemorare l'occupazione di Napoleone Bonaparte agli inizi dell'Ottocento. McCreery mantenne questo incarico dal luglio del 1945 al marzo del 1946.
Dal 1946 al 1948 McCreery fu Ufficiale Generale in capo all'Armata britannica del Reno, in Germania, succedendo in questo incarico al feldmaresciallo Montgomery.
Nel 1948–49 McCreery fu rappresentante britannico al Military Staff Committee elle Nazioni Unite. Durante questo periodo McCreery visse con la propria famiglia a Long Island e commutò l'appartamento al 61º piano dell'Empire State Building di New York a suo ufficio.
McCreery venne nominato generale nel 1949.

### Ritiro
McCreery si ritirò dall'esercito nel dicembre del 1949. Visse il resto della sua vita a Stowell Hill, nel Somerset, in una casa fatta costruire da sua madre e disegnata da un pupillo dell'architetto Edwin Lutyens. Oltre all'equitazione, l'altra grande passione di McCreery era il giardinaggio e qui egli ebbe modo di sviluppare questo hobby.
McCreery ottenne una certa e probabilmente non voluta notorietà all'inizio degli anni '60, quando pubblicò un articolo sul giornale del reggimento particolarmente critico nei confronti del feldmaresciallo Montgomery, dipingendolo come eccessivamente precauzionista, anche se questo non sfigurò Montgomery dal suo status di eroe nazionale.
Dopo il ritiro dall'esercito nel 1949, il generale McCreery non ebbe parte attiva nella vita pubblica; però, al tempo della crisi di Suez del 1956, egli scrisse una lettera di protesta ad Harold Macmillan, divenuto membro del gabinetto di Sir Anthony Eden, reputando l'operazione disonorevole.
Il generale Sir Richard McCreery morì il 18 ottobre 1967 all'età di 69 anni e i suoi funerali si svolsero nell'abbazia di Westminster.